# Kenta Suzuki
Kenta Suzuki (鈴木 健太 Suzuki Kenta?), född 16 september 1985 i Kanagawa prefektur, är en japansk fotbollsspelare.
Suzuki började sin karriär 2004 i Ventforet Kofu. Han spelade 29 ligamatcher för klubben. 2008 flyttade han till SC Sagamihara. Han avslutade karriären 2015.